# سخنرانی جو بایدن در نشست مشترک کنگره ۲۰۲۱
جو بایدن، چهل و ششمین رئیس‌جمهور ایالات متحده، چهارشنبه ۲۸ آوریل ۲۰۲۱، در آستانه صدمین روز ریاست جمهوری خود، در نشست مشترک کنگره ایالات متحده سخنرانی کرد. این اولین سخنرانی عمومی او قبل از جلسه مشترک بود. مشابه سخنرانی وضعیت اتحادیه، قبل از صد و هفدهمین کنگره ایالات متحده آمریکا در اتاق مجلس نمایندگان در کاخ کنگره آمریکا ارائه شد. نانسی پلوسی، سخنگوی مجلس نمایندگان، به همراه کامالا هریس، معاون رئیس‌جمهور به عنوان رئیس مجلس سنا، روسای این جلسه بودند. این اولین باری بود که دو زن در سخنرانی کنگره بر پشت جایگاه رئیس‌جمهور نشسته بودند و ریاست جلسه را برعهده داشتند.

## زمینه
پلوسی، سخنگو، بایدن را دعوت کرد تا در جلسه مشترک ۱۳ آوریل ۲۰۲۱ سخنرانی کند و از او خواست «چشم‌انداز [خود] را برای رسیدگی به چالش‌ها و فرصت‌های آن زمان» به اشتراک بگذارد. بایدن سخنرانی خود را در نود و نهمین روز ریاست جمهوری خود در بحبوحه دنیاگیری کووید-۱۹ و بهبود اقتصادی، کمپین واکسیناسیون آمریکایی‌ها، تصویب طرح نجات آمریکا، تلاش‌های دموکراتیک برای پیشبرد قوانین مربوط به زیرساخت‌ها، اسلحه، عدالت اجتماعی، حق رای محکومیت درک شووین در قتل جورج فلوید و خروج برنامه‌ریزی شده نیروهای آمریکایی از افغانستان ایراد کرد.

### اقدامات امنیتی و بهداشت عمومی
این نشست مشترک به دلیل تهدید امنیتی مداوم برای کنگره که با حمله به کنگره در ژانویه ۲۰۲۱ آغاز شد و به دلیل همه‌گیری کووید-۱۹ به عنوان یک رویداد ویژه امنیت ملی تعیین شد، در این جلسه از الزامات پوشش چهره و فاصله گذاری اجتماعی برای محافظت از شرکت کنندگان استفاده شد و اعضای کنگره با شکستن سنت اجازه نداشتند مهمان دعوت کنند. اقدامات توسط گروهبان اسلحه خانه و پزشک حاضر هماهنگ شد. تعداد محدودی از اعضای کنگره در جلسه حضور داشتند و به‌طور کلی، ۲۰۰ نفر در اتاق مجلس جمع شدند. هیچ بازماندهاز پیش تعیین شده‌ای انتخاب نشد زیرا اعضای کابینه جلسه را از راه دور مشاهده می‌کردند.

## سخنرانی
بایدن بر برنامه‌های خود برای گسترش اندازه و محدوده دولت فدرال برای ایجاد مشاغل یقه آبی، افزایش حداقل دستمزد فدرال به ۱۵ دلار در ساعت، کاهش نابرابری اقتصادی و سرمایه‌گذاری در آموزش دوران کودکی، کالج‌های اجتماعی، زیرساخت‌ها، تحقیقات و فناوری در مبارزه با تغییرات آب و هوایی متمرکز بود. وی کمپین بهبود اقتصادی و واکسیناسیون کووید-۱۹ را به عنوان موفقیت در ۱۰۰ روز اول ریاست جمهوری خود ذکر کرد. او ۴۳ بار از کلمه «مشاغل» در طول سخنرانی استفاده کرد. وی همچنین طرح خانواده‌های آمریکایی، یک پیشنهاد ۱٫۸ تریلیون دلاری، که شامل هزینه‌های جدید در مراقبت از کودکان، آموزش و مرخصی با حقوق می‌شود را پیشنهاد کرد. وی تأکید کرد که مخالفان خودکامه، مانند شی جین پینگ، رهبر حزب کمونیست چین، تفرقه افکنی سیاسی بین آمریکایی‌ها را «اثبات این که خورشید بر دموکراسی آمریکایی غروب می‌کند» می‌دانند و اعتقاد دارند آمریکا «بیش از حد درگیر دشمنی برای اداره مؤثر» شده‌است. وی در مورد عدالت نژادی، با اشاره به قتل جورج فلوید، ادعا کرد که آمریکایی‌های آفریقایی‌تبار «زانوی بی عدالتی را دیده‌اند» و کنگره باید قانون جورج فلوید در زمینه پلیس را تصویب کند تا «نژادپرستی نهادینه» در مسکن، آموزش و بهداشت عمومی از بین برود. وی اعلام کرد که «جنگ برای همیشه در افغانستان» با خروج نیروهای آمریکایی پایان می‌یابد.

## واکنش‌ها

### حزب جمهوری‌خواه
سناتور جمهوری‌خواه تیم اسکات مخالفت رسمی حزب با سخنرانی مشترک بایدن در کنگره را اعلام کرد.

### حزب خانواده‌های کارگری
نماینده جمال بومن پاسخ به سخنرانی بایدن را در کنگره ارائه کرد.

## بینندگان
کل بینندگان تلویزیون کابلی و شبکه
| شبکه                 | بینندگان  |
| -------------------- | --------- |
| ABC                  | ۴٬۰۲۵٬۰۰۰ |
| ام‌اس‌ان‌بی‌سی           | ۳٬۹۴۱٬۰۰۰ |
| ان‌بی‌سی               | ۳٬۵۴۲٬۰۰۰ |
| سی‌بی‌اس               | ۳٬۳۶۷٬۰۰۰ |
| سی‌ان‌ان               | ۳٬۱۸۰٬۰۰۰ |
| فاکس نیوز            | ۲٬۹۲۰٬۰۰۰ |
| شرکت پخش همگانی فاکس | ۱٬۶۳۰٬۰۰۰ |

برآورد اسکات از کل بینندگان تلویزیون کابلی و شبکه
| شبکه                    | بینندگان  |
| ----------------------- | --------- |
| فاکس نیوز               | ۳٬۱۹۷٬۰۰۰ |
| شرکت پخش رسانه‌ای آمریکا | ۲٬۸۹۷٬۰۰۰ |
| ام‌اس‌ان‌بی‌سی              | ۲٬۷۲۵٬۰۰۰ |
| ان‌بی‌سی                  | ۲٬۴۶۹٬۰۰۰ |
| سی‌بی‌اس                  | ۲٬۳۱۱٬۰۰۰ |
| سی‌ان‌ان                  | ۲٬۰۸۰٬۰۰۰ |

  شبکه‌های پخش
  شبکه‌های خبری کابلی